# Governo personale di Carlo I

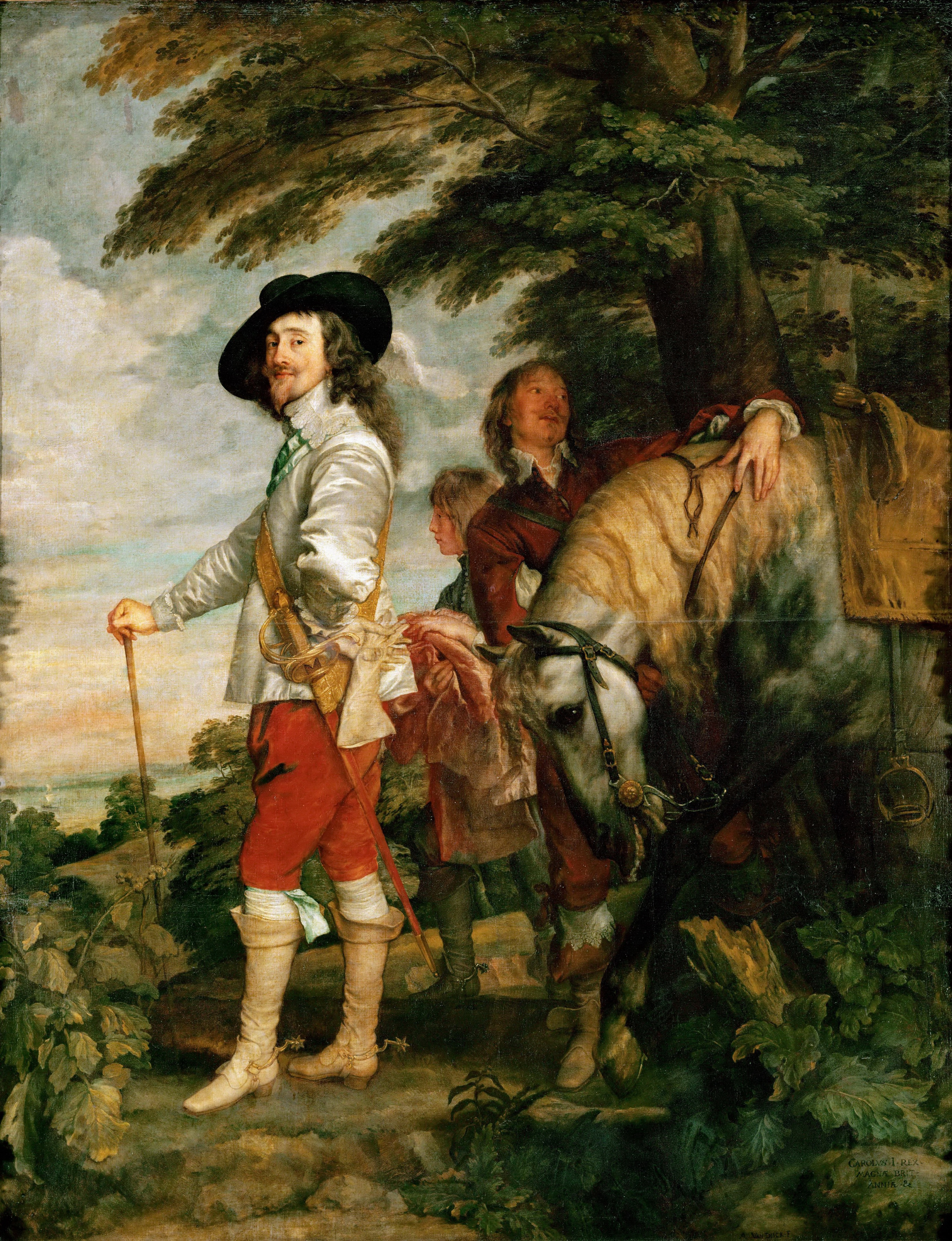
Carlo I d'Inghilterra, ritratto di Antoon van Dyck

Il Governo personale (in inglese Personal Rule, noto anche con il nome di tirannia degli undici anni) è il periodo che va dal 1629 al 1640 durante il quale Carlo I Stuart, re d'Inghilterra, Scozia e Irlanda, governò senza ricorrere al Parlamento.
Questo governo senza sostegno parlamentare gli era permesso in base alle regole del Royal Prerogative (in italiano "privilegio reale").

## Storia
Fino al 1628 il re aveva sciolto il Parlamento già tre volte. Dopo l'assassinio del duca di Buckingham, favorito di Giacomo I e amico e consigliere di Carlo, il re stipulò la pace con le corone di Spagna e Francia. Il Parlamento continuava a osteggiare la sua politica così il sovrano si rese conto che avrebbe potuto governare anche senza un supporto parlamentare.
Storici di ispirazione politica progressista definirono gli anni di governo autonomo di Carlo I come una "tirannia" sfociata poi nelle guerre dei tre regni, che avrebbe portato a un periodo di scontri tra inglesi, scozzesi e irlandesi e all'esecuzione capitale dello stesso monarca.
Gli storici contemporanei tendono a riabilitare gli undici anni di governo di Carlo I, indicandoli come anni di fioritura economica e di inizio della potenza navale inglese. Alcuni definiscono questi anni come una età dell'oro.